# Bergschadenkundliche Analyse

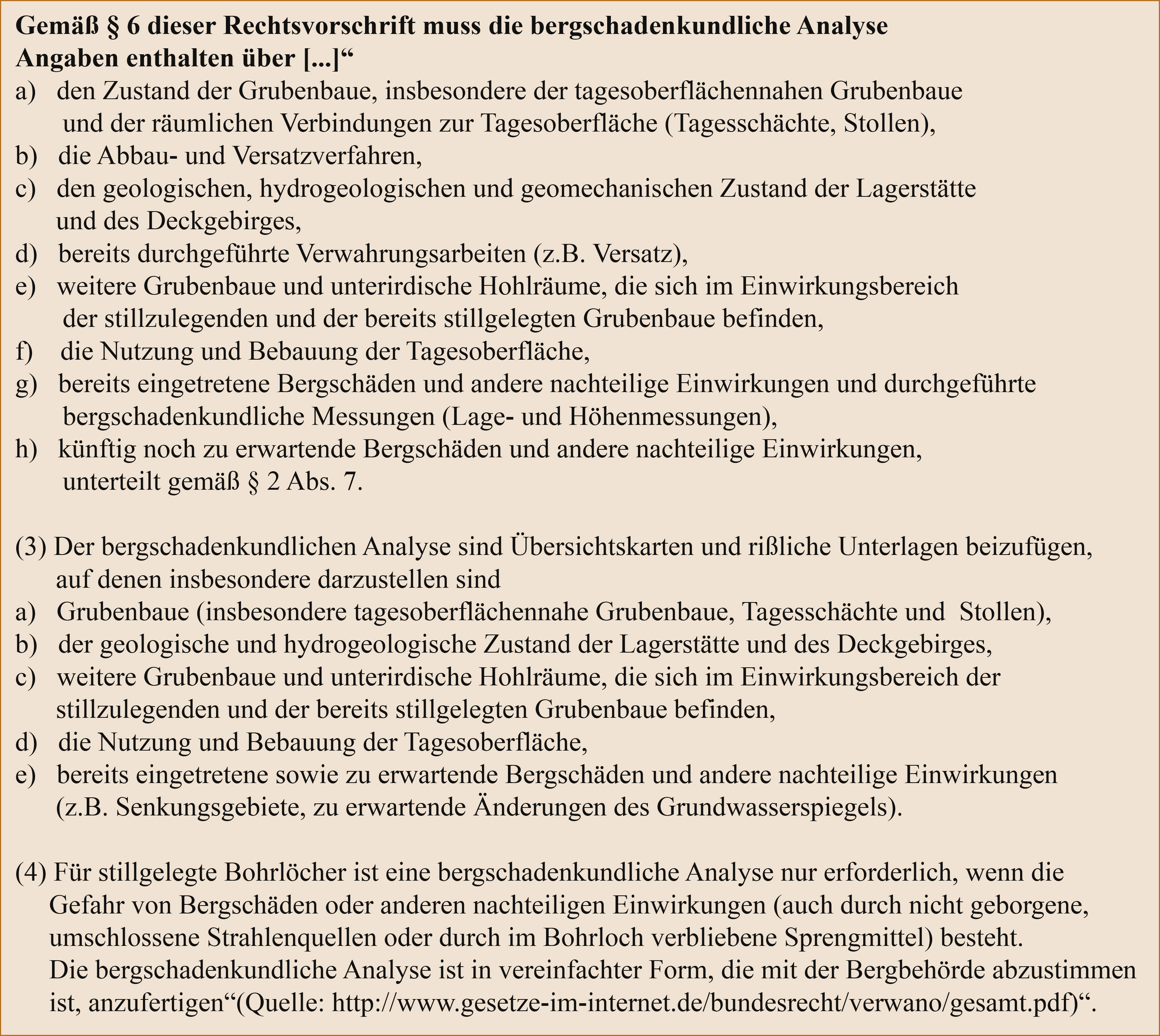
Textauszug aus Vollzitat: „Verwahrungsanordnung vom 19. Oktober 1971 (GBl. DDR 1971 II S. 621)“

Die Bergschadenkundliche Analyse (BSA) ist ein Fachbegriff  aus der „Anordnung über die Verwahrung unterirdischer bergbaulicher Anlagen (Verwahrungsanordnung) VerwAnO“.

„Verwahrungsanordnung vom 19. Oktober 1971 (GBl. DDR 1971 II S. 621)“

Gemäß § 6 dieser Rechtsvorschrift hatten in der DDR seit 1971 und haben aktuell alle deutschen Bergbautreibende für nicht mehr benötigte Grubenbaue eine Bergschadenkundliche Analyse rechtzeitig vor der Beendigung der bergbaulichen Nutzung – im Falle der Nachnutzung der Grubenbaue durch den Bergbaubetrieb noch rechtzeitig vor der Beendigung der Nachnutzung – anzufertigen und der zuständigen Bergbehörde zu übergeben.
Die Bergschadenkundliche Analyse muss die in nebenstehender Abbildung geforderten Angaben enthalten.
Bergschadenkundliche Analysen werden heutzutage meistens durch Ingenieurbüros erstellt. Dabei wird ein interdisziplinärer Ansatz verfolgt. Ausgehend von Unterlagen des Altbergbaus, hauptsächlich des Risswerks, wird für einen bestimmten Bereich der Tagesoberfläche eine Gefährdungsanalyse erstellt. Dabei werden so unterschiedliche Parameter wie die Lage ehemaliger Abbaufelder, die angewandte Abbaumethode und evtl. nicht verfüllte Grubenbaue, die Lage von Halden, Kippen und Restlöchern und die Art des eingebrachten Bodens berücksichtigt. Diese Angaben werden durch Probenahmen mittels Bohrungen, Drucksondierungen und andere Methoden der Geologie/Geotechnik ergänzt. Gegebenenfalls wird die genaue Lage unverfüllter Grubenbaue durch Erkundungsbohrungen zweifelsfrei festgestellt.
Aufgrund der so ermittelten Gefährdungspotentiale wird eine Handlungsstrategie (Sicherungskonzept) erarbeitet, um Gefährdungen der geplanten Baumaßnahmen auszuschließen. Dazu dienen Verfüllungen von untertägigen Hohlräumen, Bodenverdichtungen und das Einbringen von Geotextilien.